# 博勒帽

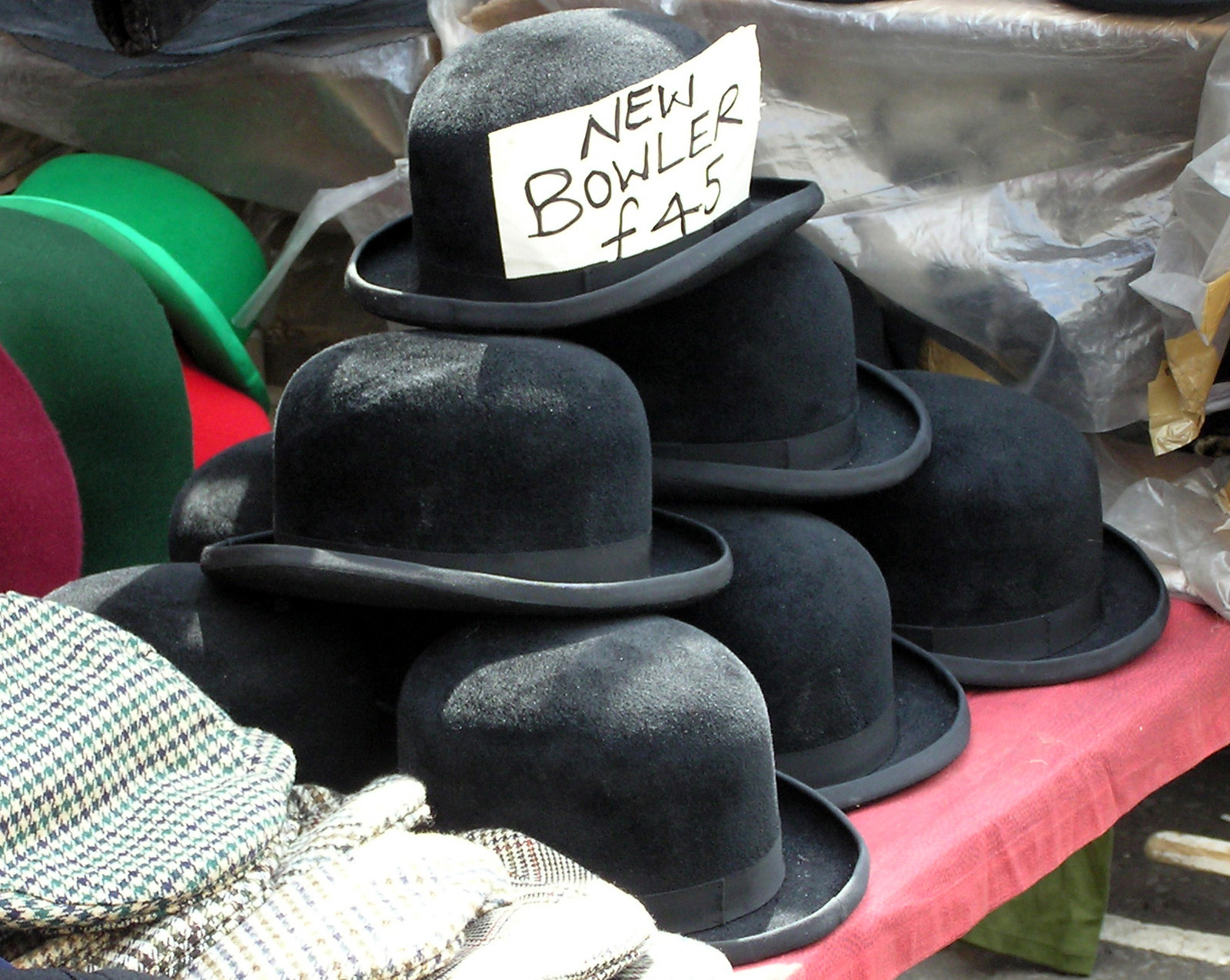
一堆在英國街頭販賣的博勒帽。

博勒帽（Bowler hat），又稱德比帽（Derby）、圓頂硬帽，是一種圓頂硬氈帽，在1849年由倫敦製帽人湯瑪斯博勒（Thomas Bowler）與威廉博勒（William Bowler）發明。傳統上搭配正式服裝或半正式服裝佩戴。是一種具保護性與耐用的帽子，在十九世紀下半葉受到不列顛、愛爾蘭與美國工人階級的歡迎，之後易受到中層、上層階級的歡迎。主要原因是博勒帽有些類似上流社會佩戴的高頂絲質禮帽，但價格又不那麼高昂，毛氈的質料也容易清洗，因此頗受社會小康階層歡迎。
博勒帽原本是用來保護獵場看守人在騎馬時免受樹枝劃傷，用來取代易受損的高帽來設計。在不列顛群島上，博勒帽於19世紀流行於工人階級，20世紀後開始流行於在金融區工作的商人，即城市紳士（City Gen）與文化的象徵，直到1970年代才逐漸式微。今日多數的英國年輕人沒有看過博勒帽做為正式禮服的樣子。在北愛爾蘭每年7月12日的遊行時，橙黨都會戴上博勒帽做為傳統服飾，不過平日他們是不戴這種帽子的。
在南美洲高原的許多傳統部落中，女人戴博勒帽是相當常見的。

## 以佩戴博勒帽知名的人士
- 1920年代到1930年代幽默劇：勞萊與哈台當中的史坦·勞萊與奧利佛·哈台
- 1971年的電影角色：發條橘子（A Clockwork Orange）中的Alex Delarge
- 雷內·馬格利特的畫作：無臉的男人
- 電影角色：查理·卓别林，英國喜劇演員及反戰人士
- 小說改編的電影哈利波特當中的角色：魔法部部長康尼留斯·夫子